# Speyeria daphnis
Speyeria daphnis är en fjärilsart som beskrevs av Pieter Cramer 1779. Speyeria daphnis ingår i släktet Speyeria och familjen praktfjärilar. Inga underarter finns listade i Catalogue of Life.